# Trailer
Un trailer este o reclamă comercială, inițial pentru un lungmetraj care va fi difuzat în viitor la un cinematograf.
Trailerele cinematografice au devenit populare pe discurile DVD și Blu-Ray, dar și de asemenea pe internet, videoclipurile în direct și dispozitivele mobile. Printre cele peste 10 miliarde de videoclipuri urmărite online anual, trailerele filmelor sunt al treilea cele mai urmărite, după știri și conținut creat de către utilizatori.
Formatul trailerelor a fost adoptat ca o unealtă promoțională de seriale TV, jocuri video, cărți, teatru și concerte.